# Бухта Данте
Бухта Данте (англ. Dante's Cove) — американский мистический телесериал, производимый телеканалом «Here!» и ориентированный, прежде всего, на ЛГБТ-аудиторию. К настоящему моменту снято три сезона сериала. Осенью 2009 должны были начаться съёмки 4 сезона, который должен был состоять из 10 эпизодов; но до сих пор они так и не были начаты.

## Сюжет
Сериал рассказывает о молодой гомосексуальной паре — Кевине и Тоби, которым приходится преодолеть много препятствий (в том числе и со стороны потусторонних сил), чтобы быть вместе. Сюжет сериала разворачивается в той же вселенной, что и сериал «Логово».
1840 год. Могущественная ведьма Грейс застаёт своего парня Амброуза с мужчиной. В ярости она убивает его любовника и накладывает на Амброуза заклятье, так что он не может покинуть пределов дома. И только поцелуй молодого парня может освободить Амброуза.
Проходит много лет. Наши дни. Молодой парень Кевин Арчер покидает дом, где его не понимали и обижали родственники, чтобы начать новую жизнь со своим парнем Тоби на небольшом удалённом тропическом острове под названием «Бухта Данте».
Кевин и Тоби селятся на острове в гостинице «Данте», и знакомятся со своими соседями: художницей Ван, безработным лоботрясом Кори, и лучшим другом Тоби со времён школы — Адамом. С первых же минут пребывания на острове Кевина влечёт загадочный голос в подвал отеля. Там он находит Амброуза и невольно помогает ему освободиться. С этого момента начинаются мистические приключения жителей острова.

## В главных ролях
- Уильям Грегори Ли — Амброуз Валлин
- Трэйси Скоггинс — Грейс Невилль
- Чарли Дэвид — Тоби Морайтис
- Грегори Майкл — Кевин Арчер
- Рена Риффель — Тина
- Надин Хайман — Ван
- Мишель Вульф — Брит
- Теа Гилл — Диана Чилдс
- Джилл Беннетт — Мишель
- Габриэль Ромеро — Марко
- Рейчен Лемкуль — Тревор
- Дженсен Этвуд — Грифф
- Рейчен Лемкуль — Тревор
- Дженни Шимицу — Елена

## Список эпизодов
| Номер | Оригинальное название             | Перевод названия             |
| ----- | --------------------------------- | ---------------------------- |
| 1.1   | The Beginning                     | Начало                       |
| 1.2   | Then There Was Darkness           | Затем опустилась Тьма        |
| 2.1   | Some Kind of Magic                | Чудеса своего рода           |
| 2.2   | Playing with Fire                 | Игра с огнём                 |
| 2.3   | Come Together                     | Встреча                      |
| 2.4   | Spring Forward                    | Весна вперед                 |
| 2.5   | The Solstice                      | Солнцестояние                |
| 3.1   | Sex and Death (And Rock and Roll) | Секс и смерть (и рок-н-ролл) |
| 3.2   | Blood Sugar Sex Magic             | Кровь Сахар Секс Магия       |
| 3.3   | Sexual Healing                    | Сексуальное напряжение       |
| 3.4   | Like a Virgin                     | Словно девственник           |
| 3.5   | Naked in the Dark                 | Обнажённые во тьме           |

Кроме указанных 12 серий существует также непоказанная пилотная серия (англ. unaired pilot episode).